# Honor (brydż)
Honor – w brydżu każda karta starsza od dziewiątki (karty od dwójki do dziewiątki są nazywane blotkami), tzn. wszystkie figury oraz dziesiątki. Honory to (hierarchicznie):
- as
- król
- dama
- walet
- 10

Zobacz też:
- Terminologia brydżowa